# Flauta irlandesa

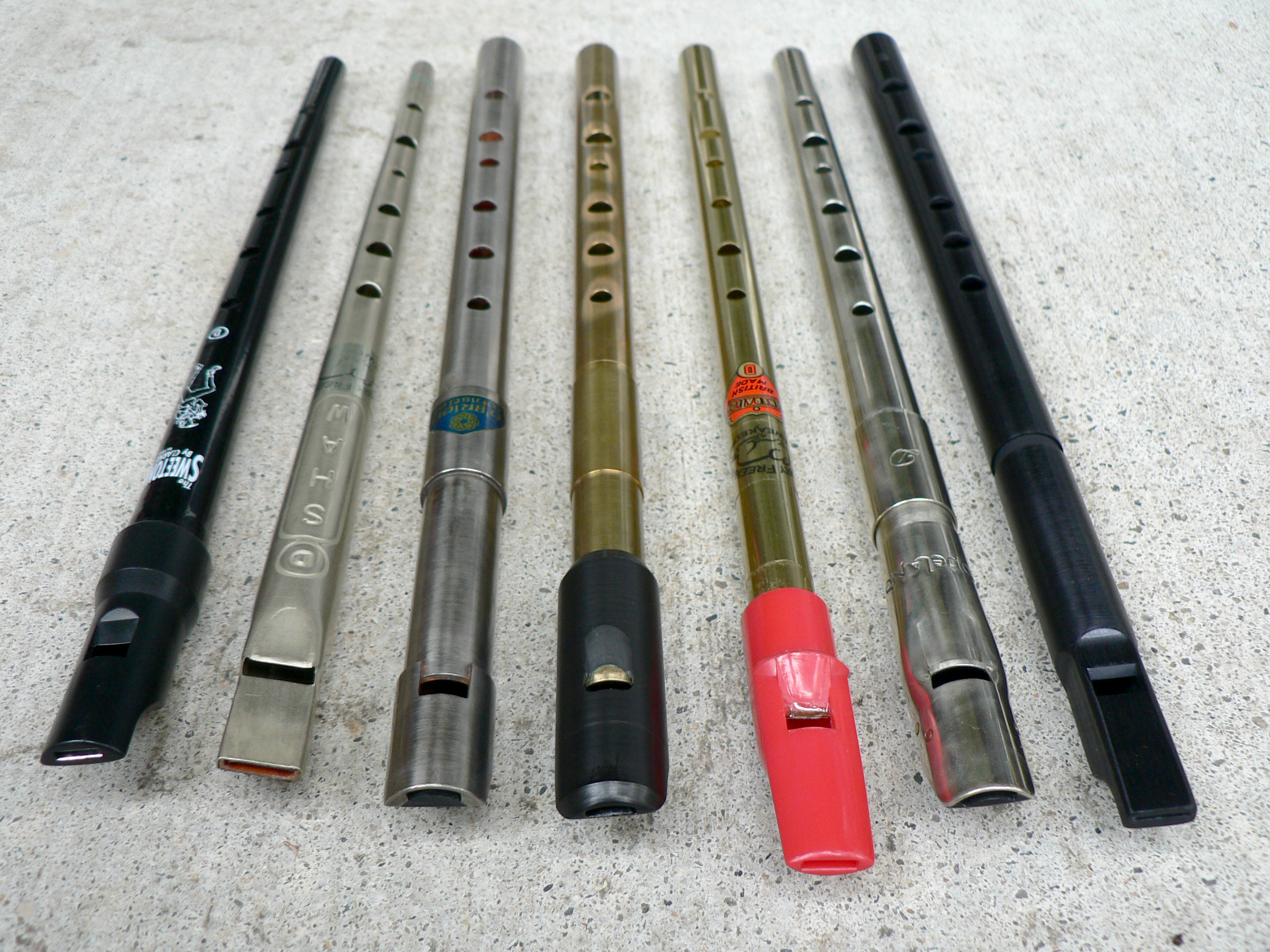
Diversas flautas británicas

La flauta británica (en inglés tin whistle, conocida también como whistle, penny whistle, English flageolet, Scottish penny whistle, Irish whistle, tin flageolet, Belfast hornpipe o Clarke London flageolet, y en irlandés feadóg stáin, o simplemente feadóg) es un instrumento de viento simple de seis agujeros utilizado en la música tradicional de Irlanda y Escocia.

## Morfología
La morfología del instrumento consta de un tubo generalmente cilíndrico pero en ocasiones cónico con seis agujeros simples frontales. Dependiendo de la posibilidad o no de afinación, puede constar de dos partes, la cabeza y el cuerpo.
El sonido se produce cuando el intérprete sopla a través de la boquilla y el aire choca contra un bisel. La forma de las boquillas (y, por tanto, la forma en la cual debe interpretarse el instrumento) puede variar según los diferentes fabricantes.
Se parece a la flauta dulce y a otros instrumentos de viento similares, sin embargo no cuenta con orificios para el dedo meñique derecho ni el pulgar izquierdo y la embocadura es diferente. A menudo se confunde al whistle con la flauta irlandesa de madera.
Hay varios tipos de flauta británica, en diferentes tonalidades (predominan los tin whistle afinados en re y en do) y de diferente material como metal, madera, bambú y plástico. Cuando se trata de instrumentos de madera, por lo general son fabricados en maderas muy duras y resistentes a la humedad, como el granadillo, el mopane, el palo rosa, o el ébano. 
Si bien durante muchos años se diferenció entre los tin whistles y low whistles para referirse a las flautas más agudas y más graves, respectivamente, en la actualidad cada vez más fabricantes utilizan un criterio similar al de las familias de flautas dulces. Por ejemplo, el luthier Colin Goldie diferencia entre High Whistle Soprano (para whistles afinados desde mi bemol a do); High Whistle Mezzo Soprano (para whistles desde si a la); Low Whistle Alto (sol a fa); Low Whistle Tenor (mi bemol a re); Low Whistle Barítono (do a si) y Low Whislte Bajo (si bemol a sol).

## Popularidad
El tin whistle es uno de los instrumentos de viento británicos más famosos y uno de los más significativos en la música celta. Debido a su popularidad, actualmente hay una gran cantidad de artistas que interpretan su música con este instrumento. En España, el más conocido es Carlos Núñez, aunque también hay otros referentes como el gallego Anxo Lorenzo o el asturiano José Manuel Tejedor; además cabe mencionar a grupos como Mägo de Oz y Celtas Cortos. A nivel internacional destacan grupos como Eluveitie, The Corrs, The Chieftains, Lúnasa, Flook o Altan; y solistas profesionales en tin whistle y low whistle, como John McSherry, Michael McGoldrick, Brian Finnegan, Paddy Keenan, Ali Levack, Cormac Breatnach, etc.

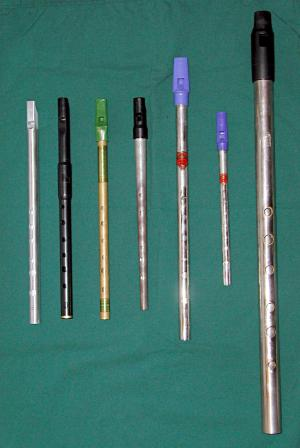
Whistles en múltiples afinaciones

## Historia
Muchas culturas primitivas tuvieron algún tipo de flauta. El whistle es un instrumento muy antiguo, aunque en su forma moderna proviene de la gran familia de flautas, un instrumento que existe en muchas formas y culturas por el mundo. En Europa, la flautas han tenido una historia distinguida y han tomado varias formas, de las cuales las más conocidas son la flauta dulce y otras flautas de tres agujeros. Existen siete tipos de tin whistle, los cuales se fueron integrando al pasar el tiempo.[cita requerida]
No obstante, el whistle que hoy en día conocemos no fue creado hasta el siglo XIX, en Inglaterra, a manos de Clarke. Lo llamó tin whistle, una pequeña flauta de metal o madera de seis agujeros. En la década de los 50, fue introducida la boquilla de plástico, la forma más usual y económica de encontrar un tin whistle hoy en día. Y ya en los 70, Bernard Overton introdujo el famoso low whistle (whistle bajo), afinado una octava más baja.

## Características
Existen características específicas o "adornos" que denotan el verdadero sonido y estilo irlandés para tocar adecuadamente la flauta irlandesa. En general, dichos adornos son sencillos de aprender; sin embargo, la verdadera dificultad reside en saber dónde y cuándo aplicarlos para dar una armonía y belleza general a la melodía. 
- Cuts: Adorno básico y sencillo que consiste en "cortar" una nota determinada mediante un rápido movimiento de una nota superior. Por ejemplo, si se desea aplicar un efecto "cut" en Re, puedo utilizar cualquier nota superior (Mi, Fa, Sol, La, Si) levantado rápidamente un dedo que "corte" en estas notas. Aunque el "cut" se puede realizar con cualquiera de las notas mencionadas, normalmente se realiza en las notas superiores en Si, La y Sol, para aplicar un efecto "cut" en Fa, Mi y Re.
- Taps: Este adorno se aplica de manera similar al cut, pero está vez, la nota debe ser inferior a la nota donde se quiera aplicar el efecto de sonido "tap". Por ejemplo, si quiero aplicar un "tap" en Si, La, Sol, Fa, o Mi, se debe golpear la nota subsiguiente a la elegida. De este modo, un tap de Si, debería aplicarse golpeando rápidamente el agujero de La, y así, descendiendo con cada nota. Cabe decir que en la práctica este "adorno" no se usa como tal y solo se menciona para entender mejor el concepto del adorno llamado "roll".
- Roll: El más característico de la técnica irlandesa general y el que presenta un mayor grado de complejidad. Se subdivide en dos tipos: "Long Rolls" y "Short Rolls".
  - Long roll: Consiste en "separar" tres notas mediante la combinación de un "cut" y un "tap" rápidamente, uno seguido del otro. Por ejemplo, si se quiere aplicar un "long roll" en la nota mi, se debe realizar un "cut" en Sol, seguido rápidamente por un "tap" en re, todo esto, sin dejar de realizar el mi original. De este modo, se crea el efecto de sonido característico, que se puede expresar fonéticamente y para mejor compresión, de la siguiente manera: "tu-ru-ru" ("cut" sol-mi-re "tap").
  - Short roll: Adorno de mayor complejidad, se aplica de manera similar al "long roll", sin embargo, es usado para dar énfasis a una sola nota en particular. Por ejemplo, si se desea aplicar un "short roll" en Mi se deberá cortar con un rápido "cut" en Sol y un veloz "tap" en Re, todo esto, en una fracción de segundo. Sin duda, es un adorno complejo. Y para comprender su aplicación se requerirá de cierta práctica. Expresado textualmente y para mejor comprensión, se plantea fonéticamente así: "truru"
- Crans: Adorno tradicional que tiene su origen en las gaitas irlandesas (uilleann pipes) y aplicado usualmente en la Irish flute. Aunque se puede aplicar tanto al tin como al low whistle. Este adorno consiste en separar tres o más notas mediante la aplicación muy rápida de 2, 3 o 4 "cuts" seguidos. Por ejemplo, si se desea aplicar un "crans" en re, se deberá realizar un cut partiendo por Sol, luego Fa y finalmente en mi muy rápidamente, uno seguido del anterior,y sin dejar de soplar un re. Los dedos deben moverse muy velozmente para lograr el efecto de sonido. Veamos otro ejemplo, si el objetivo es aplicar un "crans" en mi, se deberá realizar un "cut" inicial en sol, luego fa, y luego a la misma nota mi ("cut” sol, "cut "fa, mi ”cut”). Fonéticamente, se podrían expresar como: "tu-rururu". Generalmente esta técnica es aplicada cuando no es posible realizar un roll en la nota inferior re; sin embargo, con los años de práctica es posible realizarlos en otras notas. “Crans” en la, sol y fa (no es posible realizar un “cran” en Si por razones lógicas) son perfectamente aplicables. Para ello, se deberán realizar de la misma manera que en las notas más graves, pero esta vez, y obviamente, utilizando los dedos superiores. Por ejemplo, si se desea aplicar un “crans” en sol, se deberá realizar un “cut” comenzando desde si, luego la y luego en el mismo sol (“cut” si, “cut” la, sol “cut”). La práctica y paciencia serán fundamentales para aplicar un buen "cran", pero una vez dominados, harán la diferencia entre una técnica sencilla y básica o una técnica fina, compleja y exquisita tradicionalmente.